# Jeffrey Bowyer-Chapman

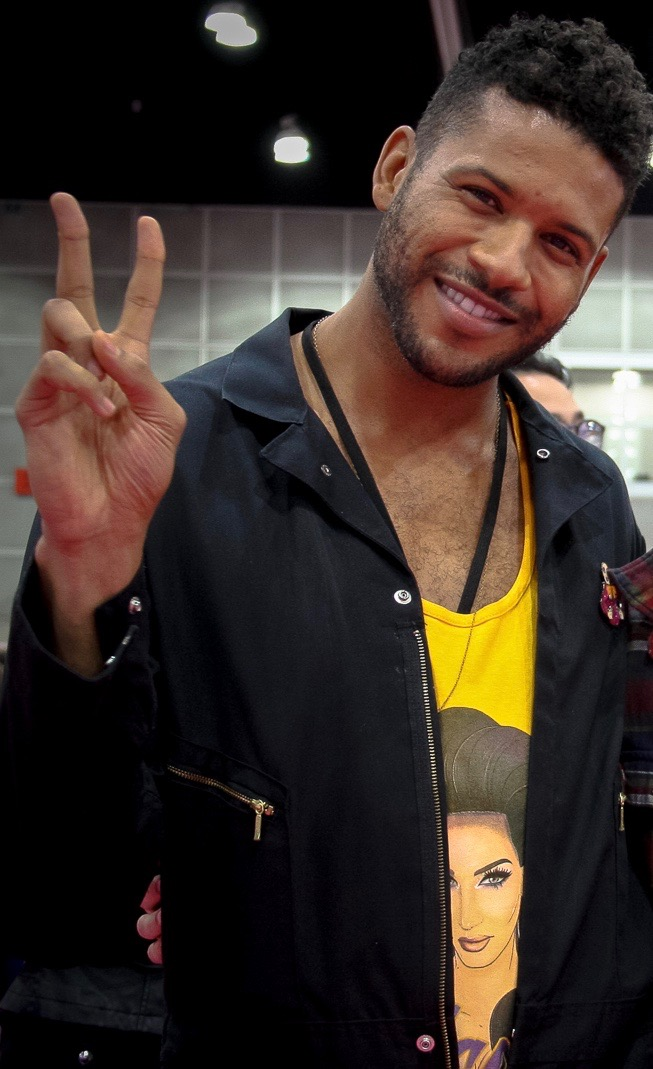
Bowyer-Chapman (2019)

Jeffrey Bowyer-Chapman (* 21. Oktober 1984 in Edmonton, Alberta) ist ein kanadischer Schauspieler und Model.

## Leben
Jeffrey Bowyer-Chapman wurde im Alter von 12 Tagen adoptiert. Im Alter von 16 Jahren begann er zu modeln und arbeitete unter anderem für die Labels American Apparel und Levi Strauss & Co. Nachdem er bereits seit 2003 in mehreren Komparsenrollen zu sehen war, hatte er seit 2006 Gastauftritte in den Serien The L Word – Wenn Frauen Frauen lieben und Noah’s Arc. Zwischen 2009 und 2011 hatte Bower-Chapman eine wiederkehrende Rolle in der Syfy-Serie Stargate Universe als Private Darren Becker. 2012 spielte er neben Jussie Smollett im Film Skinny mit. Von 2015 bis 2018 verkörperte er neben Shiri Appleby und Constance Zimmer die Rolle des Jay in der Lifetime-Serie UnREAL. 2016 hatte er einen Auftritt im Film Dirty Grandpa.
Bowyer-Chapman ist homosexuell.

## Filmografie (Auswahl)
- 2006: Noah’s Arc (Fernsehserie, Folge 2x06)
- 2007: The L Word – Wenn Frauen Frauen lieben (The L Word, Fernsehserie, Folge 4x02)
- 2009: The Break-Up Artist
- 2009–2011:Stargate Universe (Fernsehserie, 19 Folgen)
- 2011: Warehouse 13 (Fernsehserie, Folge 3x02)
- 2009–2012: Iron Man: Armored Adventures (Fernsehserie, Stimme)
- 2011: Fairly Legal (Fernsehserie, Folge 1x07)
- 2012: Skinny (The Skinny)
- 2013: Hatfields & McCoys
- 2015–2018: UnREAL (Fernsehserie, 35 Folgen)
- 2016: Dirty Grandpa
- 2018: American Horror Story: Apocalypse (Fernsehserie, 3 Folgen)
- 2019: Spiral – Das Ritual
- 2020:  Canada’s Drag Race
- 2021–2023: Dr. Doogie Kamealoha (Doogie Kameāloha, M.D., Fernsehserie, 20 Folgen)